# 劉昌裔
劉昌裔（752年—813年），字光後，唐代軍事人物，太原府陽曲縣人，祖籍彭城，曾任陳許節度使，官至使相，爵位彭城郡開國公，追贈潞州大都督，諡為威。

## 生平
八世祖劉軫，為北齊諫議大夫、高平太守，七世祖劉子將為北齊和州刺史。六世祖劉德威，禮部尚書、幽州都督。五世祖劉審禮，工部尚書。高祖劉佺壽，曾任太常。曾祖劉承慶，曾任朔州刺史，從此離開彭城。祖父劉巨敖，曾官晉陽縣令，好老莊之道。父劉誦，善經史，追贈散騎常侍。
早年昌裔即有志於軍旅，曾向邊關將領獻策，不被接納。後來到蜀郡勸說叛變的瀘州牙將楊子琳歸順朝廷，而後楊子琳被朝廷封為瀘州刺史，昌裔為其幕僚。
楊死後，昌裔客居於河朔。後被神策軍大將曲環延攬，擔任判官，為曲環寫討伐淄青節度使李納的檄文，文筆鏗鏘有力，唐德宗深為讚賞，封劉昌裔為監察御史。
貞元十五年（799年），曲環拜陳許節度使，以劉昌裔為營田副使，曲環死後，其部將上官涚自命為留後。淮西節度使吳少誠乘危領兵來犯，陳許兵馬使安國寧與之裏應外合，上官驚慌欲走，劉昌裔諫止。劉昌裔自開府庫，募兵，以死士一千人出擊，大敗少誠，而後秘斬安國寧，又召安國寧部曲士卒飲宴，並賜每人縑布兩匹，正當安國寧部卒歡欣歸營時，劉昌裔設置伏兵，喝令：「叛匪手持縑布，盡斬之。」安國寧部卒，無一人得免。吳少誠知計不成，退兵。上官感佩其智，就任節度使後，升劉為陳州刺史。
貞元十六年（800年），蔡州招討使韓全義奉朝廷命令，徵召了十七隻軍隊，浩浩蕩蕩討伐吳少誠，卻兵敗如山倒，韓率兵逃到陳州，希望能入城暫避，昌裔推辭不接納，只叫韓在城外駐營，說賊兵不會追來。韓全義相當失望，次日劉昌裔竟然親率騎兵，拿著牛肉跟酒去慰勞韓全義，這出乎韓全義的意料，韓跪拜嘆服。
貞元十九年（803年），上官涚卒，朝廷以劉昌裔為陳許節度使。由於淮西吳少誠的武力較強，昌裔很重視與吳少誠的外交關係，不許士兵冒犯淮西，而只要捕獲來犯的淮西士兵，一律送還其藩，吳少誠自慚，於是與昌裔結好，後昌裔進為彭城郡開國公。
元和八年（813年），許州水災，死傷無數，昌裔幕府亦毀，唐憲宗召見昌裔，說要封為檢校尚書左僕射兼左龍武軍統軍。事實上憲宗欲伐淮西，而昌裔與淮西有故交，故得罪憲宗，昌裔知道唐憲宗只是以此作為藉口，欲將自己法辦，於是稱病退休，病死於洛邑，贈潞州大都督。

## 小說形象
唐《裴鉶傳奇》聶隱娘中稱劉昌裔能神算，豁然大度。因魏博節度使田季安與其不合，故派聶隱娘刺殺他，聶隱娘反因拜服其人格，轉而跟從他。